# Nic nikomu o niczym
Nic nikomu o niczym – czwarty album zespołu Karcer wydany w 2002 przez wytwórnię Jimmy Jazz Records.

## Lista utworów
1. „Narkotyk” – 2:46
2. „Limity” – 2:33
3. „Bylem w twoim domu” – 2:20
4. „The Death Is Not the End” – 3:49
5. „Moje miasto” – 3:07
6. „Biegnę” – 2:35
7. „Chory i zły” – 3:16
8. „Jeśli będę chciał” – 2:28
9. „Zbrodnia i kara” – 2:36
10. „Kołysanka” – 2:02
11. „Bluesy pierdu punk” – 1:31
12. „To ja” – 2:53
13. „Nic nikomu o niczym” – 3:42
14. „Wiejski magik” – 2:07
15. „Razem i osobno” – 3:09
16. „Mówię nie” – 1:02

## Twórcy
- Krzysztof Żeromski – wokal, gitara
- Adam Lao – gitara basowa
- Daniel „Czasza” Łukasik – perkusja